# Microplitis leucaniae
Microplitis leucaniae är en stekelart som beskrevs av Xu och He 2002. Microplitis leucaniae ingår i släktet Microplitis och familjen bracksteklar. Inga underarter finns listade i Catalogue of Life.